# Credo: Martin Luther – Wittenberg 1517
Credo: Martin Luther – Wittenberg 1517 ist ein in der DDR gedrehter Film aus dem Jahr 1967, der zum 450. Geburtstag der Reformation unter der Regie von Rudi Müller entstand. In dem Dokumentarfilm wird die Stellung und Bedeutung Martin Luthers im Geschichtsbild der DDR erläutert. Hierbei werden Gemälde, Dokumente, Bücher und einige Orte des Wirkens Martin Luthers gezeigt.

## Handlung
Wittenberg, eine Stadt im sozialistischen Teil Deutschlands, Ende der sechziger Jahre. Auf dem Marktplatz steht das bekannte Denkmal von Martin Luther, dem Doktor der Theologie, dem Reformator und dem Bibelübersetzer. Luthers Andenken wird in der Stadt Wittenberg, für jeden unübersehbar, gepflegt. Mit diesen Bildern und einer Frage des aus dem Off sprechenden Erzählers beginnt der Film. Die Frage lautet: „Gehört dieser Mann tatsächlich zu denen, die sich Verdienste erwarben um den Fortschritt der Menschheit?“ Im folgenden Verlauf des Filmes gibt der Erzähler eine Antwort auf diese Frage, welche im Grunde klarer formuliert lauten müsste: „Sind Luthertum und Sozialismus miteinander vereinbar?“
Der Film beantwortet diese Frage mit Hilfe des Bildes „Die Reformatoren im Weinberg des Herrn“ von Lucas Cranach dem Jüngeren. Das Bild zeige den Reformator freundlich bei seiner friedlichen Arbeit. An dieser Stelle des Filmes wird beiläufig von den Taten Luthers gesprochen. Es wird erwähnt, dass Luther am 31. Oktober 1517 die 95 Thesen an die Tür der Schlosskirche zu Wittenberg geschlagen habe. Dem Zuschauer wird ein Druck der 95 Thesen dargeboten und der Kommentator fährt fort, die Thesen des westthüringischen Augustiners, so habe Engels geschrieben, zündeten wie ein Blitz im Pulverfass. Auch die Bibelübersetzung findet Erwähnung. Der Schlüssel zum Erfolg der Bibelübersetzung, erklärt der Erzähler, lag darin, dass die frühkapitalistische Entwicklung das Medium einer einheitlichen Sprache, welches die Lutherbibel hervorbrachte, notwendig gebraucht habe.

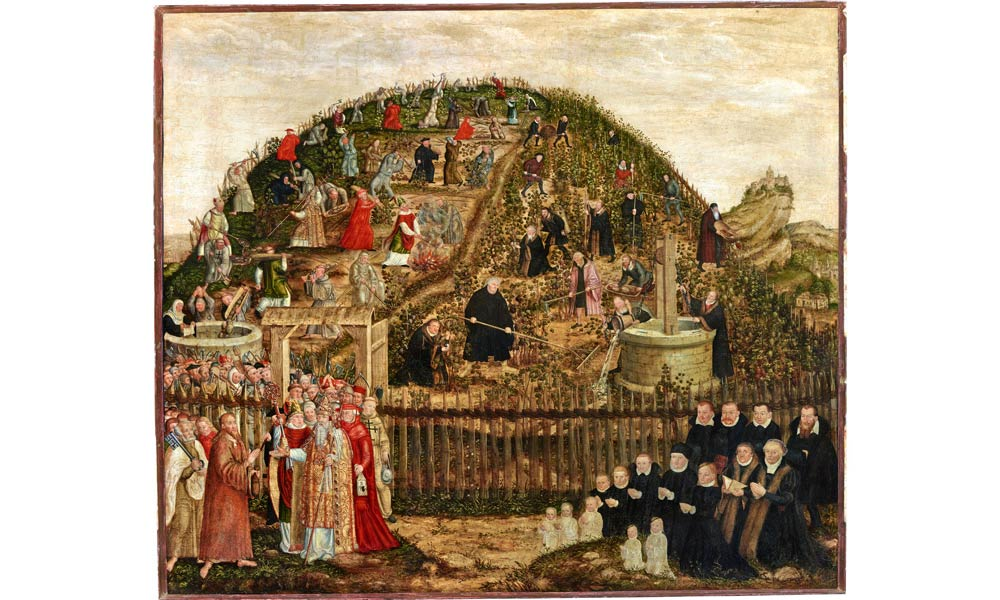
Die Reformatoren im Weinberg des Herrn von Lucas Cranach d. J.

Aber die Erläuterungen zum Bild „Die Reformatoren im Weinberg des Herren“ sind noch nicht beendet. Die Papisten arbeiten auf dem Gemälde nicht im Weinberg des Herrn, sie zerstören ihn. Die Kirche sei, so der Kommentator, zu Luthers Zeiten Stütze der feudalen Ordnung gewesen und gleichzeitig sogar größte Feudalmacht dieser Zeit gewesen, denn sie habe in Deutschland rund ein Drittel des Grund und Bodens besessen. Im Gegensatz zu den Papisten bemühen sich die Reformatoren, so der Erzähle, um eine bessere Ordnung im Lande. An dieser Stelle des Filmes wird eine weitere Frage gestellt, sie lautet: „Waren die Reformatoren diejenigen, welche den Reichtum für die Allgemeinheit nutzbar machen wollten?“ Diese Frage wird sogleich vom autoritären Erzähler beantwortet. Er behauptet, dass für das Bürgertum, im Gegensatz zu den Fürsten, dem Adel und dem Klerus, die Arbeit eine größere Bedeutung gehabt hätte. Als Luther die Stellung der Arbeit aufwertete, zeigte sich das Bürgertum davon begeistert. Luthers Vater sei im Übrigen ein Kleinunternehmer gewesen, der im Bergbau Geld machte. Auch Luthers Anhänger Lucas Cranach der Ältere, heutzutage allgemein bekannt als Maler, sei Drucker, Apothekerbesitzer und zeitweise auch Bürgermeister der Stadt Wittenberg gewesen. Außerdem erhielt der gläubige Bürger durch Luthers Theologie einen unmittelbareren Zugang zu seinem Gott. Priester wurden somit unnötig. Der Kommentator des Filmes erklärt, dass die Alte Kirche dem Bürger zu teuer geworden war. Die Klasse der Bürger, das Bürgertum, wurden somit, so meint der Erzähler, durch Luthers Theologie gestärkt. Dies erkenne man an den reichen Bürgerhäusern aus dieser Zeit. Doch das Bürgertum habe die Klasse der Bauern und Arbeiter vergessen und nicht beachtet. Der Weg sei somit von Luther und den Bürgern nicht konsequent zu Ende gegangen worden.
Auch dies wäre, so erklärt der Kommentator, am Bild „Die Reformatoren im Weinberg des Herrn“ zu erkennen. Karlstadt sei nicht auf dem Bild zu finden. Auch der Revolutionär Thomas Müntzer, welcher die Sache für die Bauern und Arbeiter zu Ende bringen wollte, fehle. Beide wollten die Freiheit eines Christenmenschen schon auf Erden verwirklichen. Aber das deutsche Bürgertum und dessen Repräsentant Martin Luther sei zurückgewichen, um die eigenen Privilegien zu wahren. So schrieb Luther die Schrift Wider die mörderischen Rotten der Bauern. Das Bürgertum verbündete sich also mit den Fürsten. Die Revolution wurde erstickt. Doch das Gedankengut der frühbürgerlichen Revolution sei in der Welt geblieben und führte zum Niederländischen Befreiungskampf, der Englischen Revolution, zu den Nordamerikanischen Unabhängigkeitskriegen und zur französischen Revolution. Luthers Ideen gehören, so der Sprecher, in diesen Prozess.
Der Film endet mit den Worten: „Lutherstadt Wittenberg, eine Stadt in der deutschen demokratischen Republik. In dem Staat, in dem die richtigen Lehren aus der Geschichte gezogen wurden und in dem deshalb alle fortschrittlichen Traditionen mit Selbstverständlichkeit eine Heimstatt haben. Das Andenken Luthers zu ehren ist eine logische Konsequenz in diesem Sinne.“ Mit diesen Worten ist eine Antwort auf die Anfangsfrage des Filmes, aus sozialistischer Sichtweise, gegeben. Ein letztes Mal wird der Marktplatz mit dem Lutherdenkmal Wittenbergs gezeigt.

## Hintergrund
Der Film wurde vom DEFA-Studio für Dokumentarfilme (Berlin/Ost) Die Musik stammte vom Nationalpreisträger der DDR Jean Kurt Forest. Kamera und Regie übernahm der Träger des Heinrich-Greif-Preises Rudi Müller. Zur fachlichen Beratung standen Gerhard Zschäbitz und Gerhard Brendler zur Verfügung.
Den Verleih des Filmes übernahm der Progress Film-Verleih (Berlin/Ost).
Der Kurz-Dokumentarfilm wurde erstmals am 27. Oktober 1967, also vier Tage vor dem Reformationstag, der im Jahr 1967 gleichzeitig den 450. Geburtstag der Reformation markierte, gezeigt. Im Jahr 1956 war schon der DDR-Film Thomas Müntzer – Ein Film deutscher Geschichte erschienen, der das Leben und Wirken Thomas Müntzers aus sozialistischer Sicht darstelle. Im besagten Spielfilm fehlte Luthers Leben und Wirken fast gänzlich. Diese Lücke wurde somit nun mit dem Film Credo: Martin Luther – Wittenberg 1517 geschlossen.
Der Dokumentarfilm wurde unterschiedlich betitelt. Zu Beginn des Filmes ist nur der kurze Titel Wittenberg 1517 zu sehen. Der Film wurde aber wohl auch unter dem Titel Martin Luther geführt. Der Sprecher des Erzählers beziehungsweise des Kommentators wird im Vorspann wie auch im Abspann nicht erwähnt, ist damit unbekannt.

## Medien
- Credo: Martin Luther – Wittenberg 1517 als Bonusmaterial enthalten auf der DVD Das Leben und Schicksal des Pfarrers Thomas Müntzer – Icestorm Entertainment